# Фуего (вулкан)
Фуего је активан стратовулкан у Гватемали, у саставу планинског ланца Сијера Мадре. Налази се на око 16 километара западно од Антигве, једног од познатијих градова и туристичког одредишта у Гватемали, на границама департмана Чималтенанга, Ескуинтле и Сакатепекеса.
Фуего је познат по томе што је скоро константно активан на ниском нивоу, док су веће ерупције ређе. Најскорије ерупције догодиле су се у јуну и новембру 2018, 23. септембра 2021, 11. децембра 2022, и 4. маја 2023. Мале експлозије гаса и пепела дешавају се сваких 15 до 20 минута. Доминирају андезитски и базалтни типови лава, а недавне ерупције имале су тенденцију да буду мафичније од старијих (праисторијских).
Фуего је спојен са вулканом Акатенангом на северу и заједно чине комплекс познат као Ла Оркета. Између Фуега и Акатенанга налази се Ла Месета, падина која означава остатке старијег вулкана који се срушио пре око 8.500 година. Вулкан Фуего почео је да се развија након колапса Ла Месете.